# Japonés antiguo
Japonés antiguo (上代日本語 Jōdai nihongo?) es el estado más antiguo del idioma japonés.
Es difícil realizar una datación precisa del período llamado "japonés antiguo". Su fin se suele datar en 794, cuando la capital Heijōkyō se traslada a Heiankyō. Determinar fechas para su comienzo puede ser más trabajoso. Se han encontrado restos de tablillas y de otros objetos con fragmentos de textos en excavaciones arqueológicas. No obstante, el primer texto de cierta extensión con el que contamos es el Kojiki, de 712. Por razones prácticas ésta se considera la fecha inicial del período. Por tanto, el período que en historia de la lengua llamamos "japonés antiguo" coincide con el que los historiadores denominan período Nara (710-794). Otra opción sería determinar sólo una fecha final (794) no especificando ningún punto en el tiempo para su inicio.
Las fuentes literarias más antiguas incluyen: Kojiki (712), Fudoki (720), Nihonshoki (720) y Man'yōshū (posterior a 771).
Los textos más antiguos encontrados en Japón están escritos en chino clásico. No obstante, algunos de ellos muestran influencia de la gramática japonesa (por ejemplo, orden de palabras). Se les puede considerar como los ejemplos más antiguos de restos del idioma japonés (véase también kanbun. Algunas veces en estos textos híbridos se usan caracteres chinos con valor fonético para representar partículas. Después de un tiempo, el uso de caracteres chinos con valor fonético se convirtió en más común (no sólo limitado a partículas), hasta que el sistema de escritura Man'yōgana se desarrolló usando los caracteres chinos de forma exclusivamente fonética en japonés. Como resultado es posible describir los sonidos aproximados del idioma, pero no derivar ninguna conclusión cierta. No obstante investigaciones recientes han determinado un mejor entendimiento de los sonidos del japonés antiguo, sobre todo gracias a los estudios de la pronunciación del chino de aquella época, análisis de cambios diacrónicos en la pronunciación del japonés y del estudio comparativo del idioma de las islas Ryukyu. Aunque la mayoría de los escritos de este período representan el idioma de la corte de Nara en el Japón central, algunos poemas en el Man'yōshū ofrecen un panorama de los diferentes dialectos del idioma. Algunas de las diferencias dialectales que aparecen en esta obra todavía se pueden observar en la actualidad.
El japonés antiguo difiere fonéticamente de períodos posteriores del idioma. Un análisis del Man'yōgana revela un sistema peculiar llamado Jōdai Tokushu Kanazukai. Véase para más detalles la sección Fonemas.
Las transcripciones de las palabras que aparecen en el Kojiki, por un lado, y de las del Nihonshoki o del Man'yōshu, por otro (/mo1/ and /mo2/) difieren. Se ha relacionado esto con el hecho de que el Kojiki se recopiló antes que el Nihonshoki, lo que habría preservado una distinción antigua que pronto habría desaparecido.
La sílaba japonesa moderna [tsu] deriva de una consonante africada de [t] antes de [u] en japonés antiguo [tu], y el moderno da-line [zu] aparece por el mismo proceso desde el japonés moderno inicial [dzu], antiguo [du]. Algunos dialectos modernos preservan la distinción entre [z] y [dz], por ejemplo el dialecto de Nagoya tiene [midzu] en lugar de mizu "agua". Un proceso similar de palatalización resultó en el moderno [tɕi] derivado del clásico y antiguo [ti]. No obstante no se puede determinar cuándo /ti/ se palatalizó. Es posible que ya fuera una palatal en japonés antiguo.
Otras características importantes en las que el japonés antiguo difiere del moderno son:
- Inexistencia de vocales largas o diptongos;
- Ninguna palabra comienza con /r/ u oclusiva sonora;
- No existe ninguna sílaba cerrada por consonante de ningún tipo: la estructura silábica es muy simple: /$(C)V$/. (límite de sílaba + consonante opcional + vocal obligatoria + límite de sílaba).

Algunos investigadores han sugerido que existe una relación genética entre el japonés antiguo y algunos idiomas extintos de la península coreana, incluido el idioma Goguryeo (o Koguryo). No obstante, la relación entre el japonés y cualquier otro idioma que no sea la lengua de las Ryūkyū no se ha demostrado. Ver origen de la lengua japonesa para más información.

## Fonemas
En japonés antiguo se distinguen 88 sílabas. 
| a  | i   | i   | u  | e   | e   | o   | o   |
| ka | ki1 | ki2 | ku | ke1 | ke2 | ko1 | ko2 |
| ga | gi1 | gi2 | gu | ge1 | ge2 | go1 | go2 |
| sa | si  | si  | su | se  | se  | so1 | so2 |
| za | zi  | zi  | zu | ze  | ze  | zo1 | zo2 |
| ta | ti  | ti  | tu | te  | te  | to1 | to2 |
| da | di  | di  | du | de  | de  | do1 | do2 |
| na | ni  | ni  | nu | ne  | ne  | no1 | no2 |
| ha | hi1 | hi2 | hu | he1 | he2 | ho  | ho  |
| ba | bi1 | bi2 | bu | be1 | be2 | bo  | bo  |
| ma | mi1 | mi2 | mu | me1 | me2 | mo1 | mo2 |
| ya |     |     | yu | ye  | ye  | yo1 | yo2 |
| ra | ri  | ri  | ru | re  | re  | ro1 | ro2 |
| wa | wi  | wi  |    | we  | we  | wo  | wo  |

Poco después del Kojiki la distinción entre mo1 and mo2 se perdió rápidamente y el número de sílabas total se redujo a 87.
Se han propuesto muchas hipótesis para explicar los dobles valores de vocales con subíndice, algunas son:
- Sistema de ocho vocales
- Grupo de vocales que palatalizan la consonante anterior (o labializan, en el caso de /o/) - vocales neutrales.
- Sistema de vocales + diptongos. El número de vocales o diptongos (sumando ambos un total de ocho) varían según hipótesis.

El debate continúa hasta la fecha. Para más información ver el artículo Proto-japónico.

### Transcripción de vocales
Hay que recordar que una transcripción no representa necesariamente una hipótesis sobre pronunciación.
Hay varios tipos de sistemas de transcripción, los dos tradicionales son:
- Subíndices: Representar con subíndices cada uno de los dos elementos del par en cuestión. Para representar las vocales que aparecen en contextos de neutralización o aquellas otras cuyos valores precisos se desconocen, se recurre a una vocal simple sin ningún tipo de marca.
- Diéresis:  <ï, ë, ö> típicamente  notan <i2, e2, y o2>. Se asume que  <i, e, o> son < i1, e1, o1>.

Este sistema tiene varios problemas:
- Implica una determinada pronunciación de la vocal (aunque no necesariamente sea a la intención de quien la emplea).
- No distingue entre el grupo uno de vocales y aquellas que aparecen en contextos de neutralización o esas cuyo valor preciso se desconoce, como la /to/ de /toru/ o de /kaditori/.

El sistema más empleado desde finales de la década de 1980 es el Yale, desarrollado por Samuel E. Martin en su obra Japanese Language Through Time
Para mayor información de este sistema ver artículo Proto-japónico.

## Leyes fonológicas
Estas eran las restricciones fonológicas para los timbres vocálicos permitidos en un solo morfema:
- /-o1/ y /-o2/ no coexisten.
- /-u/ y /-o2/ generalmente no coexisten.
- /-a/ y /-o2/ generalmente no coexisten.

Estas reglas sugieren dos grupos de vocales:
/-a, -u, -o1/ y /o2/. Las vocales de cada uno de los grupos no se mezclan unas con otras; -i1 y-i2 pueden coexistir con cualquiera de los dos grupos. Algunos consideran que este fenómeno es evidencia de que el japonés antiguo tenía armonía vocálica como la que se produce en las lenguas altaicas.

## Fonética

### Vocales
La teoría vocálica depende de la interpretación fonética de ellas que cada uno sostenga. Véase Proto-japónico

### Consonantes

#### /k, g/
/k, g/: [k, g]

#### /s, z/
Teorías con respecto a la realización fonética de /s, z/ incluyen: [s, z], [ts, dz] y [ʃ, ʒ]. Posiblemente variaran dependiendo de la vocal siguiente, como sucede en japonés moderno. 

#### /t, d/
/t, d/: [t, d]

#### /n/
/n/: [n]

#### /h/
/h/ se realizaba fonéticamente como [ɸ]. Se llega a esta conclusión según los siguientes análisis fonológicos y textuales:
- La /h/ moderna causa una discrepancia en los pares consonánticos sordo vs sonoro. Así, /k, g/, /s, z/, /t, d/, y por último /h, b/. El par /h, b/ no encaja. La versión sorda de /b/ es /p/.
- La comparación con la lengua de las islas Ryūkyū muestra que [p] se mantuvo, mientras que en el japonés de la isla principal se convirtió en [h]. Puesto que en algún tiempo de la historia estos dos idiomas se separaron esto se puede tomar como evidencia de que la [h] japonesa se pronunciaba en un tiempo de la misma manera que la de Ryukyu [p] (no obstante, la comparación solamente no determina cuál fue la pronunciación exacta en japonés antiguo).
- En japonés moderno /h/ se ha convertido en [ɸ] seguida por /u/. Unos siglos atrás los misioneros portugueses y españoles que habitaron en Japón durante el siglo diecisiete escribieron la columna /h/ del kana como "fa, fi, fu, fe, fo". Los visitantes coreanos del mismo siglo describieron un sonido Fricativo labial sordo, i.e. [ɸ].
- La evidencia más antigua es del siglo noveno. En 842 el monje Ennin escribe en Zaitōki una descripción en la que determina que el sánscrito p es más consonante labial que la japonesa. Esto se toma como evidencia de que el japonés /h/ se pronunciaba [ɸ] y no /p/　[p] durante ese tiempo.

Hay un consenso general de que /h/ era [ɸ]. La evidencia dialectal y distribucional sugiere que en el mismo momento y hasta cierto punto debe de haber sido  [p]. No obstante la más probable es que esta realización se recluyera al momento pre-japonés antiguo

#### /m/
/m/: [m]

#### /y/
/y/: [j]

#### /r/
/r/: [r]

#### /w/
/w/: [w]

## Estructura silábica
La sílaba del japonés antiguo era
(C)V             =  (consonante) vocal
- Una vocal únicamente puede aparecer sola a inicio de palabra.
- /r/ no aparece sino en posición de principio de palabra (con la excepción de dos préstamos de otras lenguas: /rikizimahi1/ and /rokuro/).
- Una consonante sonora no aparece nunca a principio de palabra.

A fin de evitar grupos de vocales se produce elisión de una en los siguientes contextos:
- La vocal inicial desaparece: /hanare/ + /iso1/ → /hanareso1/
- La segunda vocal cae: /ara/ + /umi1/ → /arumi1/
- Las dos vocales se funden en una sola: i1 + a → e1, a + i1→ e2, o2 + i1 → i2
- /s/ se inserta entre dos vocales: /haru/ + /ame2/ → /harusame2/ (Es posible que /ame2/ fuera en un tiempo */same2/)

## Gramática

### Pronombres
- Primera persona: wa, a, ware, are
- Segunda persona: na, nare, masi, mimasi, imasi, ore
- Tercera persona:
  - Proximal: ko, kore, koko, koti
  - Mesial: so, si, soko
  - Distal: ka, kare
- Interrogativo: ta, tare, idu, idure, iduti, iduku, idura

### Verbos
El japonés antiguo distingue entre ocho conjugaciones verbales: cuatrígrada (四段), Monógrada superior (上一段), Bígrada superior (上二段),  Bígrada inferior (下二段), K-irregular (カ変), S-irregular (サ変), N-irregular (ナ変), y R-irregular (ラ変). La Monógrada (下一段) todavía no existía.

#### Conjugación
| Clase Verbal                | Irrealis 未然形 | Adverbial 連用形 | Conclusivo 終止形 | Atributivo 連体形 | Realis 已然形 | Imperativo 命令形 |
| --------------------------- | --------------- | ---------------- | ----------------- | ----------------- | ------------- | ----------------- |
| Quadrígrado (四段)          | -a              | -i1              | -u                | -u                | -e2           | -e1               |
| Monógrado superior (上一段) | -               | -                | -ru               | -ru               | -re           | -(yo2)            |
| Bígrado superior (上二段)   | -i2             | -i2              | -u                | -uru              | -ure          | -i2(yo2)          |
| Bígrado inferior (下二段)   | -e2             | -e2              | -u                | -uru              | -ure          | -e2(yo2)          |
| K-irregular (カ変)          | -o2             | -i1              | -u                | -uru              | -ure          | -o2               |
| S-irregular (サ変)          | -e              | -i               | -u                | -uru              | -ure          | -e(yo2)           |
| N-irregular (ナ変)          | -a              | -i               | -u                | -uru              | -ure          | -e                |
| R-irregular (ラ変)          | -a              | -i               | -i                | -u                | -e            | -e                |

#### Raíces en consonante / vocal
A los verbos que tienen una base que termina en consonante se les conoce como "verbos de raíz consonántica". Aparecen en las siguientes clases de conjugación: Quadrígrada, Bígradas , S-irregular, R-irregular, K-irregular, y N-irregular.
Los verbos cuya base termina en vocal son conocidos como "verbos de raíz vocálica": Monógrada superior, solamente

### Verbos irregulares
- K-irregular: k- "venir"
- S-irregular: s- "hacer"
- N-irregular: sin- "morir", in- "ir, morir"
- R-irregular: ar- "ser, existir", wor- "ser, existir"

Las clases de verbos irregulares se denominan según la consonante en la que acaba su raíz.

### Adjetivos
Hay dos tipos de adjetivos: adjetivos propios y nombres adjetivales.
Los adjetivos regulares se clasifican en dos subgrupos: los que su forma adverbial (連用形) acaba en -ku  y esos en los que termina en –siku. Esto crea dos tipos diferentes de conjugación:
| Clases de Adjetivos | Irrealis 未然形 | Adverbial 連用形 | Conclusivo 終止形 | Attributivo 連体形 | Realis 已然形      | Imperativo 命令形 |
| ------------------- | --------------- | ---------------- | ----------------- | ------------------ | ------------------ | ----------------- |
| -ku                 | -ke1            | -ku              | -si               | -ki1               | -ke1 or -ke1re     |                   |
| -ku                 | -kara           | -kari            | -si               | -karu              | -kare              | -kare             |
| -siku               | -sike1          | -siku            | -si               | -siki1             | -sike1 or -sike1re |                   |
| -siku               | -sikara         | -sikari          | -si               | -sikaru            | -sikare            | -sikare           |

La forma -kar- y la forma -sikar- se derivan del verbo  ar- "ser, existir". La conjugación adverbial (-ku o -siku) está sufijada con ar-, por tanto, produce una conjugación irregular R- como la verbal en ar-. Ya que el japonés antiguo evita los grupos vocálicos, el resultante -ua- se convierte en -a-
El nombre adjetival tiene una sola conjugación:
|                  | Irrealis 未然形 | Adverbial 連用形 | Conclusivo 終止形 | Atributivo 連体形 | Realis 已然形 | Imperativo 命令形 |
| ---------------- | --------------- | ---------------- | ----------------- | ----------------- | ------------- | ----------------- |
| Nombre Adjetival | -nara           | -nari            | -nari             | -naru             | -nare         | -nare             |

### Partículas

#### Postpuestas al Irrealis
- ba Expresa hipótesis: "si". No se conjuga.

- h- Repetición

| Raíz | Irrealis 未然形 | Adverbial 連用形 | Conclusivo 終止形 | Atributivo 連体形 | Realis 已然形 | Imperativo 命令形 |
| ---- | --------------- | ---------------- | ----------------- | ----------------- | ------------- | ----------------- |
| h-   | -a              | -i               | -u                | -u                | -e            | -e                |

- ray- Potencial

| Raíz | Irreal 未然形 | Adverbial 連用形 | Conclusivo 終止形 | Attributivo 連体形 | Realis 已然形 | Imperativo 命令形 |
| ---- | ------------- | ---------------- | ----------------- | ------------------ | ------------- | ----------------- |
| ray- | -e            |                  |                   |                    |               |                   |

- r- 1) Pasivo 2) Potencial 3) Espontaneidad. Ver y-

| Raíz | Irrealis 未然形 | Adverbial 連用形 | Conclusivo 終止形 | Atributivo 連体形 | Realis 已然形 | Imperativo 命令形 |
| ---- | --------------- | ---------------- | ----------------- | ----------------- | ------------- | ----------------- |
| r-   | -e              | -e               | -u                | -uru              | -ure          | -e(yo)            |

- s- Honorífico

| Raíz | Irrealis 未然形 | Adverbial 連用形 | Conclusivo 終止形 | Atributivo 連体形 | Realis 已然形 | Imperativo 命令形 |
| ---- | --------------- | ---------------- | ----------------- | ----------------- | ------------- | ----------------- |
| s-   | -a              | -i               | -u                | -u                | -e            | -e                |

- s- Forma verbos causativos y transitivos. También funciona como un elemento ligeramente honorífico.

| Raíz | Irrealis 未然形 | Adverbial 連用形 | Conclusivo 終止形 | Atributivo 連体形 | Realis 已然形 | -      |
| ---- | --------------- | ---------------- | ----------------- | ----------------- | ------------- | ------ |
| s-   | -e              | -e               | -u                | -uru              | -ure          | -e(yo) |

- sim- Causativo. Posteriormente honorífico. Su uso todavía no está del todo aclarado.

| Raíz | Irrealis 未然形 | Adverbial 連用形 | Conclusivo 終止形 | Atributivo 連体形 | Realis 已然形 | Imperativo 命令形 |
| ---- | --------------- | ---------------- | ----------------- | ----------------- | ------------- | ----------------- |
| sim- | -e              | -e               | -u                | -uru              | -ure          | -e(yo)            |

- y- 1) Pasivo 2) Potencial 3) Espontáneo

| Raíz | Irrealis 未然形 | Adverbial 連用形 | Conclusivo 終止形 | Atributivo 連体形 | Realis 已然形 | -      |
| ---- | --------------- | ---------------- | ----------------- | ----------------- | ------------- | ------ |
| y-   | -e              | -e               | -u                | -uru              | -ure          | -e(yo) |

- zu Negativo

#### Postpuesto al adverbial Adverbial
- ker- Past test.

| Raíz | Irrealis 未然形 | Adverbial 連用形 | Conclusivo 終止形 | Atributivo 連体形 | Realis 已然形 | - |
| ---- | --------------- | ---------------- | ----------------- | ----------------- | ------------- | - |
| ker- | -a              |                  | -i                | -u                | -e            |   |

- ki Pasado anterior. Conjugación.Irregular

| se |  | ki | si |  |

- masiz- Suposición negativa. Evolucionó posteriormente a maz-

| Raíz   | Irrealis 未然形 | Adverbial 連用形 | Conclusivo 終止形 | Atributivo 連体形 | Realis 已然形 | Imperativo 命令形 |
| ------ | --------------- | ---------------- | ----------------- | ----------------- | ------------- | ----------------- |
| masiz- |                 |                  | -i                | -iki              |               |                   |

- tar- Perfectivo

| Raíz | Irrealis 未然形 | Adverbial 連用形 | Conclusivo 終止形 | Atributivo 連体形 | Realis 已然形 | Imperativo 命令形 |
| ---- | --------------- | ---------------- | ----------------- | ----------------- | ------------- | ----------------- |
| tar- | -a              | -i               | -i                | -u                | -e            | -e                |

#### Pospuesto Conclusivo
- mer- Fuerte suposición

| Raíz | Irrealis 未然形 | Adverbial 連用形 | Conclusivo 終止形 | Atributivo 連体形 | Realis 已然形 | - |
| ---- | --------------- | ---------------- | ----------------- | ----------------- | ------------- | - |
| mer- |                 | -i               | -i                | -u                | -e            |   |

- nar- Referencial ("he oído que...")

| Raíz | Irrealis 未然形 | Adverbial 連用形 | Conclusivo 終止形 | Atributivo 連体形 | Realis 已然形 | Imperativo 命令形 |
| ---- | --------------- | ---------------- | ----------------- | ----------------- | ------------- | ----------------- |
| nar- |                 |                  | -i                | -u                | -e            |                   |

- ras- Conjetura objetiva

| Raíz | Irrealis 未然形 | Adverbial 連用形 | Conclusivo 終止形 | Atributivo 連体形 | Realis 已然形 | - |
| ---- | --------------- | ---------------- | ----------------- | ----------------- | ------------- | - |
| ras- |                 |                  | -i                | -iki              | -ikere        |   |

#### Postpuesto al Atributivo
- nar- Cópula

| Raíz | Irrealis 未然形 | Adverbial 連用形 | Conclusivo 終止形 | Atributivo 連体形 | Realis 已然形 | -  |
| ---- | --------------- | ---------------- | ----------------- | ----------------- | ------------- | -- |
| nar- | -a              | -i               | -i                | -u                | -e            | -e |

#### Postpuesto al Realis
- ba muestra condición o razón. Ver irrealis ba. No conjugable.

#### Postpuesto al Imperativo
- r- Perfecto

| Raíz | Irrealis 未然形 | Adverbial 連用形 | Conclusivo 終止形 | Atributivo 連体形 | Realis 已然形 | Imperativo 命令形 |
| ---- | --------------- | ---------------- | ----------------- | ----------------- | ------------- | ----------------- |
| r-   | -a              | -i               | -i                | -u                | -e            | -e                |

#### Otros
- tu Posesivo. Similar a -ga y -no.

- yo, yu, yori, yuri

Marca el punto temporal o espacial de una acción. No se conjuga.
- namo, namu Enfático
- zo Enfático
- ya Interrogativo
- koso Enfático

## Dialectos
El Man'yōshū incluye poemas escritos en un dialecto oriental. 

## Proto-Japonés
Ver artículo principal Proto-japónico